# Branca Edmée Marques
Branca Edmée Marques de Sousa Torres (Lisboa, 14 de abril de 1899 — Lisboa, 19 de julho de 1986) foi uma cientista, física e química portuguesa. A primeira mulher assistente no Laboratório de Física da Ciências da Universidade de Lisboa e a única mulher portuguesa que trabalhou diretamente com Marie Curie, quem conseguiu ter uma investigação profunda e prémio Nobel da área de radioatividade.

## Biografia
Branca Edmée Marques nasceu em Lisboa a 14 de abril de 1899 e faleceu a 19 de julho de 1986. Era filha de Berta Rosa Marques e de Alexandre Théodor Roux, casada com o Naturalista, Geólogo e Professor da Faculdade de Ciências da Universidade de Lisboa António da Silva e Sousa Torres.
Estudou no Liceu Maria Pia (do 1º ao 5º ano) e no Liceu Pedro Nunes (do 6º ao 7º ano). Terminou a licenciatura em Ciências Físico-Químicas em 1926 na Faculdade de Ciências da Universidade de Lisboa e foi bolseira da Junta de Educação Nacional. Partiu para França em 1931, onde fez investigação em Física nuclear no Laboratório Curie do Instituto do Rádio. No ano lectivo de 1923-24, ainda estudante, estagiou no Laboratório de Química Analítica no Instituto Superior Técnico sob orientação de Charles Lepierre.
Obteve o doutoramento em 1935, na Universidade de Paris sob orientação de Marie Curie com a tese Nouvelles recherches sur le fractionnement des sels de baryum radifère. Foi-lhe concedido o grau de Docteur ès Sciences Physiques com a menção de très honorable, a mais alta classificação em provas de doutoramento em França.
No ano seguinte, em Portugal, é lhe reconhecida a equiparação deste título ao grau de doutor em Ciências físico-químicas das universidades nacionais e
funda o primeiro Laboratório de Radioquímica no país, precursor do Centro de Estudos de Radioquímica da Comissão de Estudos de Energia Nuclear do qual foi directora.
Acompanhando a carreira de cientista, foi professora extraordinária desde 1942, tendo prestado provas públicas para aceder ao título de professora agregada em 1949 e o lugar de professora catedrática em 1966.
Aos 65 anos tornou-se a primeira mulher a obter a cátedra química numa faculdade de ciências em Portugal, 12 anos depois de se ter habilitado a essa posição.

## Toponímia
A Câmara Municipal de Lisboa aprovou em 2 de setembro de 2009 a atribuição do nome "Branca Edmée Marques" a uma rua na Cidade Universitária, como forma de homenagear a cientista.